# Jeux d'Afrique centrale de 1976
Navigation
Édition suivante
La première édition des Jeux d'Afrique centrale se déroule à Libreville au Gabon du 30 juin au 10 juillet 1976. Elle réunit 11 pays qui s'affrontent dans huit sports.
La compétition devait servir de répétition avant les Jeux olympiques d'été de 1976 à Montréal ; elle est finalement la principale compétition de l'année pour de nombreux sportifs en raison du boycott des Jeux olympiques par 22 pays africains.

## Sites des compétitions
Un stade omnisports de 50 000 places assises, un gymnase de près de 10 000 places assises, une piscine et un stade annexe de 10 000 places assises ont été construits pour ces Jeux.

## Participants
Près de 2 000 sportifs de dix pays ont participé aux Jeux d'Afrique centrale 1976 dont :
- Burundi
- Cameroun
- Gabon
- République centrafricaine
- République du Congo
- Rwanda
- Sao Tomé-et-Principe
- Tchad

## Épreuves
Huit sports figurent au programme des Jeux d'Afrique centrale 1987 : 
- Athlétisme
- Basket-ball
- Boxe
- Cyclisme
- Football
- Handball
- Judo
- Volley-ball

### Athlétisme
31 épreuves d'athlétisme (19 chez les hommes, 12 chez les femmes) sont organisées.

### Basket-ball
L'équipe du Zaïre féminine est médaillée de bronze.

### Boxe
| Épreuves            | Or              | Argent               | Bronze |
| ------------------- | --------------- | -------------------- | ------ |
| Poids mouches       | Umba (ZAI)      | Makaya (GAB)         |        |
| Poids coqs          | Mutayi (ZAI)    | Allogho (GAB)        |        |
| Poids coqs          | Meck (CMR)      | Patrick Essou (GAB)  |        |
| Poids légers        | Muputu (ZAI)    | Zanga (CMR)          |        |
| Poids super-légers  | Tsama (CMR)     | Mussassa (ZAI)       |        |
| Poids welters       | Yakangaï (CAF)  | Lendzoura (CGO)      |        |
| Poids super-welters | Ndom (CMR)      | Kabooya (ZAI)        |        |
| Poids moyens        | Emebe (CMR)     | Richard Litona (GAB) |        |
| Poids mi-lourds     | Tshimanfa (ZAI) | Mohamed Sani (GAB)   |        |
| Poids lourds        | Kadima (ZAI)    | Mouloungui (GAB)     |        |

### Football
La compétition de football est remportée par le Cameroun qui bat l'Angola 3-2 après prolongation en finale au stade Omar-Bongo,.